# Nenax divaricata
Nenax divaricata är en måreväxtart som beskrevs av Salter. Nenax divaricata ingår i släktet Nenax och familjen måreväxter. Inga underarter finns listade i Catalogue of Life.